# فرانچسکو اسکاراتی
فرانچسکو اسکاراتی (انگلیسی: Francesco Scaratti; ۱۹ فوریهٔ ۱۹۳۹ – ۱۶ اوت ۲۰۱۳) بازیکن فوتبال اهل ایتالیا بود.
از باشگاه‌هایی که در آن بازی کرده‌است می‌توان به باشگاه فوتبال هلاس ورونا، باشگاه فوتبال لودیجیانی کالچو، باشگاه فوتبال آ.اس. رم، باشگاه فوتبال روبور سیه‌نا، و باشگاه فوتبال اسپال اشاره کرد.